# 발터 고르돈
발터 고르돈(독일어: Walter Gordon, 1893–1939)은 독일의 이론물리학자다. 상대론적인 스칼라장의 운동을 다루는 클라인-고든 방정식을 발표하였다.

## 생애
고르돈은 독일의 유대인 가정에서 태어났다. 고르돈의 아버지 아르놀트 고르돈(독일어: Arnold Gordon)은 기업인어었고, 어머니는 비앙카 브란(독일어: Bianca Brann)이었다. 고르돈이 어렸을 때 고르돈 가족은 스위스 장크트갈렌으로 이사하였다. 1915년 베를린 훔볼트 대학교에서 수학화 물리학을 공부하기 시작하였고, 1921년 막스 플랑크 아래 박사 학위를 수여받았다. 1922년에는 베를린 훔볼트 대학교에서 막스 폰 라우에의 조교가 되었고, 1925년에는 맨체스터에서 윌리엄 로런스 브래그의 조교가 되었다. 1926년에는 함부르크 대학교로 옮겨, 1929년 하빌리타치온을 수여받았고, 1930년에 정교수가 되었다.
1932년에 게르트루트 로벤베르크(독일어: Gertrud Lobbenberg)와 결혼하였다. 유대인이었던 고르돈은 나치 정권의 반유대주의를 피하기 위하여 1933년 스톡홀름으로 이사하였고, 스톡홀름 대학교에서 가르쳤다.
1939년 스톡홀름에서 사망하였다.